# Guy Cloutier Communications
Guy Cloutier Communications es una compañía discográfica y productora de TV/Video de Quebec, propiedad de Guy Cloutier y fundada en el año de 1969 bajo el nombre "Productions Guy Cloutier".

## Artistas actuales
- Natasha St-Pier
- Ima
- René Simard
- Nathalie Simard

## Artistas anteriores
- Supertramp
- Jean Ferrat
- Dick Rivers
- Charles Dumont
- Alain Roy
- Charles Azanavour
- Paul Sarrasin
- Alain Choquet

## Localización
La compañía actualmente se localiza en la siguiente dirección:

4446, boulevard Saint-Laurent

bureau 900 

Montreal (Quebec)

H2W 1Z5